# Étoile royale
Une légende forgée à la fin du XVIIIe siècle par Jean Sylvain Bailly, puis Charles-François Dupuis attribue aux habitants de la Perse d'il y a 5 000 ans quatre gardiennes du Ciel ou étoiles royales (cette dernière dénomination étant de Dupuis). Celles-ci auraient été Aldébaran, Régulus, Antarès et Fomalhaut, étoiles de faible magnitude (donc relativement brillantes) situées alors approximativement aux quatre points cardinaux.

## Postérité
La légende est reprise sans autre vérification par de nombreux auteurs, dont François Arago dans son Astronomie populaire (1861), puis Camille Flammarion dans son Histoire du ciel (1872). Les auteurs de langue anglaise la reprennent à leur tour, dont Richard Hinckley Allen qui la cite à plusieurs reprises dans Star Names: Their Lore and Meaning (en) (1899). Elle eut alors beaucoup de succès dans les milieux de l'astronomie dans les premières décennies du XXe siècle. Elle repose en réalité sur des erreurs ou des  surinterprétations des sources disponibles à l'époque de Bailly et Dupuis.